# Challenge Cup 2015-2016 (pallamano maschile)
La EHF Challenge Cup 2015-2016 è la 22ª edizione del torneo.

## Squadre partecipanti
| Round 3                | Round 3                  | Round 3               | Round 3                 |
| ---------------------- | ------------------------ | --------------------- | ----------------------- |
| KV Sasja HC            | RK Čelik                 | HC Dobrudja           | A.S.S. Spes             |
| HC Dukla Praga         | London GD HC             | HC Khera              | AEK                     |
| Ramat Hasharon HC      | Pallamano Pressano       | KH Pristhina          | Handball Esch           |
| HC Olimpus-85 USEFS    | HC Prolet 62             | HV FIQAS/Aalsmeer     | FyllingenBergen         |
| SL Benfica             | Odorheiu Secuiesc        | St. Petersburg HC     | RK Metaloplastika Šabac |
| Wacker Thun            | BB Ankaraspor            |                       |                         |
| Round 2                |                          |                       |                         |
| HC Visé BM             | RK Vogošća Poljine Hills | Lokomotiv Varna       | Leeds Hornets HC 2011   |
| Ruislp Eagles          | Viljandi HC              | HC Samtredia          | AC Filippos Verias      |
| AO Poseidon Loutrakiou | IBV                      | Hapoel Ramat Gan      | KH Kastrioti            |
| KH Kosova              | HC Berchem               | JMS Hurry-up          | ABC/UMinho              |
| SKIF Krasnodar         | Radnički Kragujevac      | MSK Považská Bystrica | Bursa Nilüfer BK        |

## Round 2
| Squadra 1           | Totale | Squadra 2             | Andata | Ritorno |
| ------------------- | ------ | --------------------- | ------ | ------- |
| Považská Bystrica   | 51-51  | Vogošća Poljine Hills | 29–29  | 22-22   |
| Ruislip Eagles      | 37-97  | ABC/UMinho            | 18–51  | 19-46   |
| JMS Hurry-up        | 59-59  | Berchem               | 32–30  | 27-29   |
| SKIF Krasnodar      | 60-61  | Filippos Verias       | 29–35  | 31-26   |
| Leeds Hornets       | 47-93  | Bursa Nilüfer         | 24–43  | 23-50   |
| Samtredia           | 0-20   | Kosova                | 0–10   | 0-10    |
| Kastrioti           | 53-65  | Radnički Kragujevac   | 27–33  | 26-32   |
| Hapoel Ramat Gan    | 43-56  | IBV                   | 21–25  | 22-31   |
| Poseidon Loutrakiou | 49-47  | Viljandi              | 26–23  | 23-24   |
| Lokomotiv Varna     | 48-71  | Visé BM               | 28–36  | 20-35   |

## Round 3
| Squadra 1             | Totale | Squadra 2        | Andata | Ritorno |
| --------------------- | ------ | ---------------- | ------ | ------- |
| Radnički Kragujevac   | 66-39  | Dobrudja         | 37–22  | 29-17   |
| IBV                   | 52-62  | Benfica          | 26–28  | 26-34   |
| Kosova                | 50-72  | Ankaraspor       | 28–37  | 22-35   |
| Metaloplastika Šabac  | 51-53  | Visé BM          | 29–25  | 22-28   |
| Prolet 62             | 42-51  | Sasja            | 20–24  | 22-27   |
| Dukla Praga           | 58-35  | Spes             | 32–15  | 26-20   |
| Esch                  | 77-57  | Olimpus-85 USEFS | 37–30  | 40-27   |
| Poseidon Loutrakiou   | 48-48  | Pressano         | 25–21  | 23-27   |
| FIQAS/Aalsmeer        | 55-54  | Ramat Hashron    | 22–22  | 33-32   |
| AEK                   | 56-68  | Flippos Verias   | 34–36  | 22-32   |
| Berchem               | 55-58  | FyllingenBergen  | 32–28  | 23-30   |
| Vogošća Poljine Hills | 57-60  | St. Petersburg   | 25–24  | 22-26   |
| Wacker Thun           | 79-49  | Bursa Nilüfer    | 47–16  | 32-33   |
| London GD             | 42-80  | Kehra            | 16–37  | 26-43   |
| Odorheiu Secuiesc     | 46-50  | ABC/UMinho       | 24–25  | 22-25   |
| Pristhina             | 50-51  | Čelik            | 29–28  | 21-23   |

## Ottavi di finale
| Squadra 1           | Totale | Squadra 2           | Andata | Ritorno |
| ------------------- | ------ | ------------------- | ------ | ------- |
| Esch                | 48-55  | FIQAS/Aalsmeer      | 26–30  | 22-25   |
| Poseidon Loutrakiou | 45-46  | Sasja               | 23–24  | 22-22   |
| ABC/UMinho          | 85-43  | Kehra               | 40–29  | 45-14   |
| Čelik               | 55-83  | Wacker Thun         | 27–42  | 28-41   |
| St. Petersburg      | 61-49  | Ankaraspor          | 30–26  | 31-23   |
| Benfica             | 57-40  | Filippos Verias     | 34–14  | 23-26   |
| FyllingenBergen     | 68-47  | Radnički Kragujevac | 35–28  | 33-19   |
| Dukla Praga         | 68-60  | Visé BM             | 38–27  | 30-33   |

## Quarti di finale
| Squadra 1       | Totale | Squadra 2      | Andata | Ritorno |
| --------------- | ------ | -------------- | ------ | ------- |
| Benfica         | 49-47  | St. Petersburg | 24–20  | 25-27   |
| FyllingenBergen | 55-48  | FIQAS/Aslsmeer | 31–20  | 24-28   |
| ABC/UMinho      | 64-57  | Wacker Thun    | 30–23  | 34-34   |
| Sasja           | 50-56  | Dukla Praga    | 27–27  | 23-29   |

## Semifinali
| Squadra 1  | Totale | Squadra 2       | Andata | Ritorno |
| ---------- | ------ | --------------- | ------ | ------- |
| Benfica    | 64-49  | FyllingenBergen | 35–22  | 29-27   |
| ABC/UMinho | 67-62  | Dukla Praga     | 34–33  | 32-29   |

## Finale
| Squadra 1 | Totale | Squadra 2  | Andata | Ritorno |
| --------- | ------ | ---------- | ------ | ------- |
| Benfica   | 51-53  | ABC/UMinho | 22–28  | 29-24   |